# Chiara e Francesco
Chiara e Francesco è una miniserie televisiva italiana del 2007, prodotta da Rai e Lux Vide.

## Trama
I protagonisti, che vivono ad Assisi ed entrambi collaboratori e amici, sono Chiara, di nobile famiglia, e Francesco, figlio di Pietro di Bernardone, grande commerciante di stoffe. Nel 1198, nell'Assisi dello Stato Pontificio, i suoi abitanti borghesi, tra cui il sedicenne Francesco, creano scompiglio, facendo crollare la supremazia dei nobili, sempre meno ricchi e potenti. È proprio in quest'occasione che Francesco "conosce" Chiara ancora bambina, che sta fuggendo con la propria famiglia (il padre Favarone, la madre Ortolana, la sorella Agnese e il perfido e arrogante zio Monaldo). Nel 1208, con il ritorno dei nobili in città, che intanto erano fuggiti a Perugia prima di vincere la guerra contro gli assisani, Francesco, dopo un periodo in prigione e dopo la morte del suo amico per lebbra, attraversa un momento di crisi finché non ottiene la vocazione religiosa: da cavaliere rinuncia ai beni del padre, diventando il più povero di tutti, in quanto il Crocifisso della vicina chiesa di San Damiano glielo ha chiesto; dà prova di questa sua totale obbedienza al Signore dando le vesti del padre a tutti per restaurare San Damiano con il ricavato, spogliandosi davanti a tutti, vestendosi con un lungo sacco di lupini, camminando a piedi nudi, aiutando i poveri e curando i lebbrosi...
Ben presto anche Chiara, diventata una bellissima fanciulla, seguirà il suo esempio dopo la morte di suo padre (mentre Monaldo diventa nuovo capofamiglia), ma Francesco, in un certo senso le impedirà di diventare frate, così lei si chiuderà come suora in un convento, anche per evitare di sposare un uomo che Monaldo le ha imposto per allargare le alleanze della famiglia, ma soprattutto, perché glielo ha chiesto Lui (Dio stesso). Monaldo malmena Francesco e gli altri frati, ma Chiara lo affronta coraggiosamente e lui la lascia andare.
Francesco intanto compie il suo dovere di vivere nella povertà e preghiera, riuscendo anche ad ammansire un lupo nelle foreste di Gubbio. Gli uomini che seguono il suo modello di vita sono sempre di più in tutto il mondo e viene il momento in cui è costretto ad andare in Terra Santa ad annunziare il messaggio di pace di Gesù al Sultano per concedere i luoghi sacri di Betlemme, Gerusalemme e Nazareth ai cristiani.
Ma i cristiani rifiuteranno questa richiesta di pace e così scoppia una nuova Crociata. Ma Francesco, con l'approvazione della sua regola come frate dal papa Innocenzo III (che dopo aver fatto un sogno su di lui, gliela concede), compie altri viaggi, come in Provenza e in Spagna per portare il messaggio di Dio e una nuova parola, "umiltà". Intanto, anche Ortolana e Agnese diventano suore insieme a Chiara, con la morte di Monaldo, e collaborano con Francesco, fondando l'Ordine delle Povere Dame e dei Frati Minori.
Nel 1223, sulla strada del ritorno in Umbria, Francesco e l'amico frate Illuminato si fermano prima a Greccio per Natale, vicino a Rieti, dove costruiscono quello che sarà il primo presepe nella storia della Chiesa cristiana. Chiara, grazie al miracolo del presepe, si riprenderà dal terribile malore che l'ha colta poche settimane prima ed ecco che le sue consorelle sono spettatrici e testimoni di un grande miracolo: lei che prende in braccio un bambino appena nato, che è Gesù di San Damiano, la cui immagine dipinta come Crocifisso è scesa dall'affresco della croce nelle mani di Chiara, fermandosi per quella sola notte lì.
Francesco, nel 1224, torna ad Assisi, dove sarà invitato, seppur con forza, a scrivere una nuova "Regola" tanto voluta dai suoi confratelli per stabilire esattamente quale debba essere il loro modello di vita, che si attenga a quanto scritto nel Vangelo. Riceverà anche il massimo segno mistico di Dio Signore (le stimmate). La Regola viene approvata nel 1225 e insieme a lei il Cantico delle Creature, il quale viene ascoltato anche dagli uccelli (la famosa predica agli uccelli). Ormai stanco e malato alla vista, Francesco muore nella notte tra il 3 e il 4 ottobre del 1226, circondato anche dai genitori. Chiara vivrà altri 27 anni, riuscendo anche a scacciare soldatesche musulmane e a salvare la regola e il convento. Morirà di vecchiaia nel 1259. Francesco e Chiara saranno venerati, dalla Chiesa e non solo, come santi.

## Puntate
| nº | Prima TV       | Telespettatori | Share  |
| -- | -------------- | -------------- | ------ |
| 1  | 7 ottobre 2007 | 6 740 000      | 29,51% |
| 2  | 8 ottobre 2007 | 7 796 000      | 29,48% |